# Маскалі
Маскалі (італ. Mascali, сиц. Màscali) — муніципалітет в Італії, у регіоні Сицилія,  метрополійне місто Катанія.
Маскалі розташоване на відстані близько 520 км на південний схід від Рима, 170 км на схід від Палермо, 30 км на північний схід від Катанії.
- Ця назва «Mascali» вперше згадується в 593 році в листі Григорія Великого єпископу міста Тьорміна.

Населення — 14 160 осіб (2014).
Щорічний фестиваль відбувається 6 листопада. Покровитель — San Leonardo di Noblac.

## Демографія
Населення за роками:

Станом на 1 січня 2023 року в муніципалітеті офіційно проживало 566 іноземців з 55 країн, серед них 304 громадяни країн Євросоюзу та 11 громадян України.

## Сусідні муніципалітети
- Фьюмефреддо-ді-Сицилія
- Джарре
- П'єдімонте-Етнео
- Ріпосто
- Сант'Альфіо